# Echinocorythidae
Famille
Les Echinocorythidae forment une famille éteinte d'oursins irréguliers de l'ordre des Holasteroida qui a vécu de la fin du Crétacé jusqu'au Paléocène.

## Description et caractéristiques
Les caractères de cette famille fossile sont les suivants[réf. nécessaire] :
- structure holastéroïde habituelle ;
- système apical allongé avec quatre gonopores ;
- ambulacres non pétaloïdes identiques avec des pores arrondis, plastron méridosterne ;
- pores de l'ambulacre impair de taille identique à ceux des autres ambulacres.

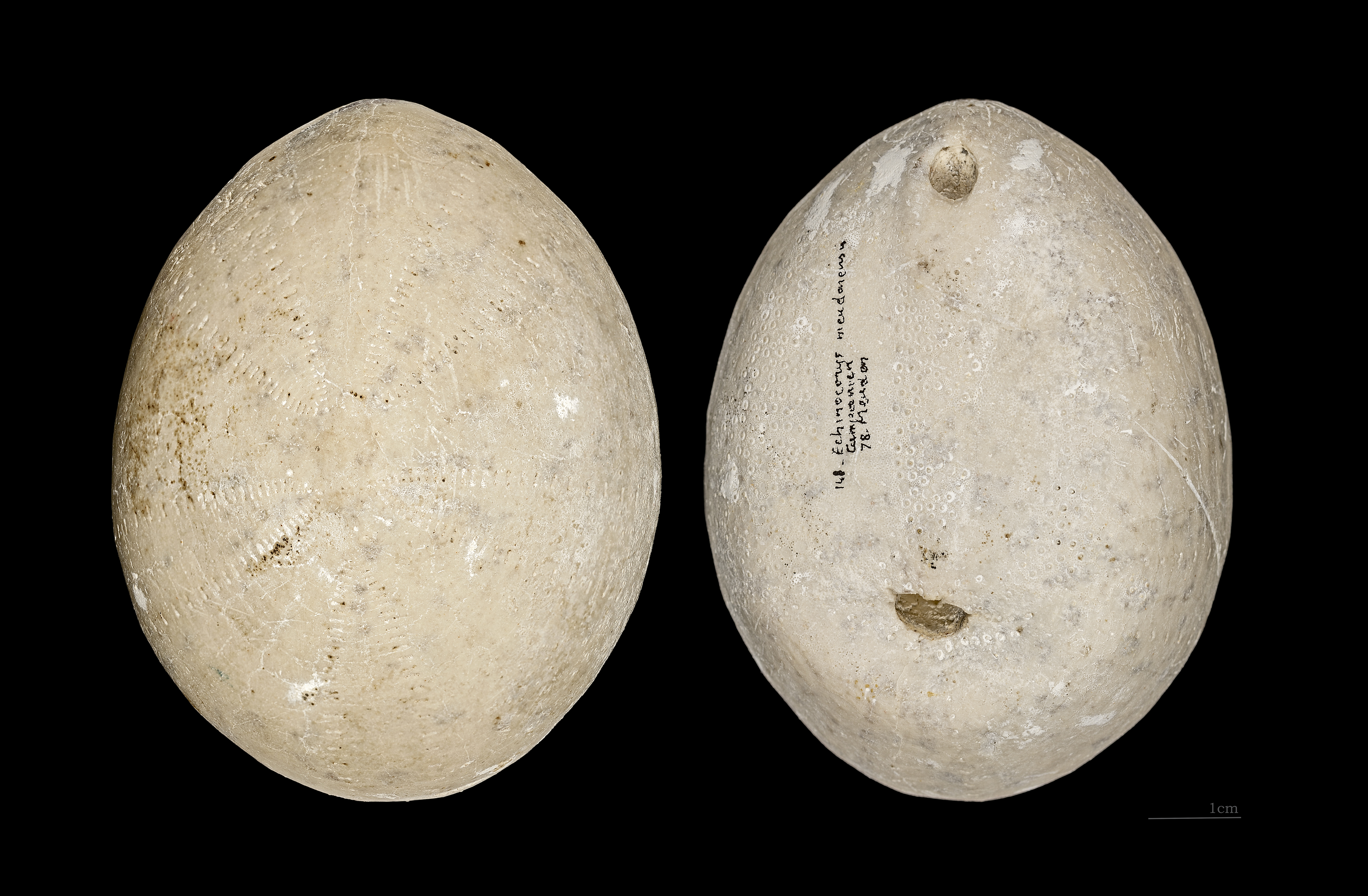
Echinocorys meudonensis,
Muséum de Toulouse.

## Répartition stratigraphique
Cette famille a vécu de la fin du Crétacé au Paléocène. 
Ses restes ont été trouvés en Asie, en Europe et en Amérique du Nord.

## Systématique et taxonomie
La famille des Echinocorythidae a été décrite par le paléontologue britannique Thomas Wright en 1857. 
Le genre type est Echinocorys,,,,, (Leske, 1778 †) ; ses synonymes sont :
- Oolaster[2],[NHM 2],[WoRMS 2],[WED 2] (Laube, 1869 †) ;
- Ananchytes[2],[3],[NHM 3],[WoRMS 3],[WED 3] (Lamarck, 1816 †) ;
- Ananchitis[2],[NHM 4],[WoRMS 4],[WED 4] (Lamarck, 1801 †) ;
- non Ananchytis[2], (Mercati, 1717 †).

Selon une autre classification, ce genre Echinocorys appartient à la famille voisine Holasteridae (en).
Un autre genre appartenant à la famille Echinocorythidae est Pseudananchys,, (Pomel, 1883 †) ; ses synonymes sont :
- Craginaster[NHM 6],[WoRMS 6],[WED 6] (Lambert, 1903) ;
- Zumoffenia[NHM 7],[WoRMS 7],[WED 7] (Fourtau, 1912 †).

### GenreEchynocorys
Le genre Echinocorys (Leske, 1778 †) est décrit par les caractères suivants :
- ovoïde ;
- ambulacres tous semblables, sans sillon antérieur, avec des pores légèrement conjugués, dont l'externe est un peu allongé ;
- tuberculation fine et uniforme ;
- pas de labre ;
- pas de fascioles.

Ce genre possède de nombreuses espèces, dont l'espèce type décrite par Leske : Echinocorys scutata ou scutatus (Leske, 1778) alias Echinocorys conoidea, (Goldfuss, 1829).

### GenrePseudananchys
Le genre Pseudananchys (Pomel, 1883 †) est moins développé [cf. synonymes supra].
- Pseudananchys algiris[NHM 5] (Coquand, 1862)
- Pseudananchys completa[NHM 5] (Cragin, 1892)
- Pseudananchys ludovici[NHM 5] (Fourtau, 1912)
- Pseudananchys persica[NHM 8] (Cotteau & Gauthier, 1895)
- Pseudananchys rydzewski[WoRMS 8],[WED 8] (Kongiel, 1936 †)
- Pseudananchys speetonensis[WoRMS 9],[WED 9] (Smith & Wright, 2012 †)
- Pseudananchys stephensoni[WoRMS 10],[WED 10] (Cooke, 1953 †)

## Bases de données taxinomiques
- (en) WoRMS : Echinocorythidae Wright, 1857 † (+ liste genres + liste espèces)
- (en) Catalogue of Life : Echinocorythidae Wright, 1857 (consulté le 10 avril 2023)